# Аррель
Арре́ль (фр. Arrelles) — коммуна во Франции, находится в регионе Шампань — Арденны. Департамент — Об. Входит в состав кантона Рисе. Округ коммуны — Труа.
Код INSEE коммуны — 10009.
Коммуна расположена приблизительно в 170 км к юго-востоку от Парижа, в 105 км южнее Шалон-ан-Шампани, в 32 км к юго-востоку от Труа.

## Население
Население коммуны на 2008 год составляло 83 человека.
| 1962 | 1968 | 1975 | 1982 | 1990 | 1999 | 2008 |
| ---- | ---- | ---- | ---- | ---- | ---- | ---- |
| 55   | 103  | 119  | 92   | 85   | 73   | 83   |

## Администрация
| Период | Период | Фамилия       | Партия | Примечания |
| ------ | ------ | ------------- | ------ | ---------- |
| 2001   | 2008   | Жак Дешан     |        |            |
| 2008   |        | Робер Гийемен |        |            |

## Экономика
В 2007 году среди 52 человек в трудоспособном возрасте (15—64 лет) 40 были экономически активными, 12 — неактивными (показатель активности — 76,9 %, в 1999 году было 85,7 %). Из 40 активных работали 39 человек (22 мужчины и 17 женщин), безработной была 1 женщина. Среди 12 неактивных 2 человека были учениками или студентами, 6 — пенсионерами, 4 были неактивными по другим причинам.